# Адинатон
Адинатон (множина адината, од грч. ἀδύνατον), неутер од грч. ἀδύνατος) — немогућ (a- — без, dynasthai — бити моћан) је стилска фигура у облику хиперболе доводена у тако екстремне границе како би приказивала потпуну немогућност:
- „Раније ће порасти брада на длану моје руке него што ће је он добити на образу.”[4]

## Примери
- Кад на врби роди грожђе.[5]
- Лакше ће дева проћи кроз ушицу игле, него богаташ ући у краљевство небеско. (Јеванђеље по Матеју)
- Кад се сунце роди на западу.[3]